# Eutrochium purpureum
Eutrochium purpureum là một loài thực vật có hoa trong họ Cúc. Loài này được (L.) E.E.Lamont mô tả khoa học đầu tiên năm 2004.